# Tulantepec de Lugo Guerrero
Tulantepec de Lugo Guerrero è un comune del Messico, situato nello stato di Hidalgo, il cui capoluogo è la località di Santiago Tulantepec.